# 1760년
1760년은 화요일로 시작하는 윤년이다.

## 연호
- 청(淸) 건륭(乾隆) 25년
- 일본(日本) 호레키(宝暦) 10년
- 후 레 왕조(後黎朝) 까인흥(景興) 21년

## 기년
- 류큐(琉球) 쇼보쿠왕(尚穆王) 9년
- 청(淸) 고종 건륭제(高宗 乾隆帝) 25년
- 조선(朝鮮) 영조(英祖) 36년
- 후 레 왕조(後黎朝) 현종(顯宗) 21년

## 사건
- 6월 23일 - 7년 전쟁: 란데슈트 전투. 오스트리아와 프로이센 간에 벌어진 전투. 오스트리아가 승리했다.
- 변박이 동래부사순절도(東萊府使 殉節圖·보물 392호)를 그렸다.
- 10월 25일 - 조지 3세, 영국 국왕으로 즉위

## 탄생
- 8월 22일 - 제252대의 교황 교황 레오 12세. (~1829년)
- 10월 17일 - 프랑스의 사상가, 경제학자 클로드앙리 드 루브루아 드 생시몽.
- 10월 27일 - 프로이센의 육군원수, 군사개혁자 아우구스트 나이트하르트 폰 그나이제나우. (~1831년)